# Bumiharjo (Klirong)
Bumiharjo is een bestuurslaag in het regentschap Kebumen van de provincie Midden-Java, Indonesië. Bumiharjo telt 3090 inwoners (volkstelling 2010).